# Altar de los Doce Dioses
El Altar de los Doce Dioses (en griego: Βωμός των Δώδεκα Θεών, romanizado: Bomós ton Dódeka Theón) era un altar y santuario, situado en la esquina noroeste del Ágora de Atenas, cerca del Templo de Ares.
Estaba dedicado a los doce dioses adorados en la Antigua Grecia: Zeus, Hera, Poseidón, Deméter, Hestia, Apolo, Artemisa, Hefesto, Atenea, Ares, Afrodita y Hermes.
Era el punto cero, desde el que se medían las distancias en la polis de Atenas, además de un lugar de súplica y refugio.

## Historia
El altar original fue erigido en 522/521 a. C. por Pisístrato (hijo de Hipias y nieto del tirano Pisístrato). La asociación con los Pisistrátidas está atestiguada por Tucídides: Pisístrato, en su calidad de arconte había dedicado el altar a los doce dioses, pero la inscripción fue borrada ulteriormente por los atenienses.
Fue reconstruido cerca 425 a. C. para reparar el daño sufrido en la invasión persa de 480/479 a. C.
El altar fue uno de los pocos monumentos permitidos en el interior del Ágora y sirvió como hito cero o centro de la ciudad.

Heródoto, el historiador del siglo V a. C., dice que la distancia desde Heliópolis (Egipto) al mar es similar a la distancia desde el Altar de los Doce Dioses al templo de Zeus Olímpico en Pisa (Grecia).
Era célebre en la antigüedad como asilo y refugio de suplicantes. Por ejemplo, en 519 a. C., los embajadores de la ciudad de Platea solicitaron ayuda a Atenas contra Tebas en este altar.
De igual modo, en el año 431 a. C., como resultado de acusaciones de malversación de fondos públicos que implicaban a Pericles y a Fidias, algunos ayudantes de Fidias se sentaron como suplicantes ante el altar.
Y, poco antes de su ejecución en Atenas (circa 355 a. C.), el general ateniense Calístrato de Afidnas se refugió en él.

## Descripción
La ubicación exacta del altar, dentro del ágora, no está especificada en las fuentes antiguas. No obstante, las excavaciones de 1891 y 1934 (la excavación estadounidense del Ágora) indican el sur de la vía férrea Atenas-El Pireo (ISAP), donde se produjo el hallazgo de la esquina suroeste de la pared del recinto del altar, bajo los estratos bizantino y romano.
El altar estaba situado en la parte norte del Ágora, a lo largo de la Vía Panatenaica. Era rectangular y de piedra caliza. Estaba rodeado por un períbolo o santuario vallado. Al oeste del altar se encontraba la Estoa de Zeus y al sur, en época romana, el Templo de Ares.
Sobrevive la base de mármol para una estatua de bronce, con una inscripción que dice:

Leagros, hijo de Glaukon, dedicó esto a los doce dioses.

Tanto los cimientos como las partes superiores del altar han sido excavados desde 1934. Los restos se encuentran justo al sur de la Línea 1 1 del Metro de Atenas, que atraviesa la parte norte de la zona arqueológica del Ágora. Sin embargo, la mayor parte del altar se encuentra bajo la línea de metro.
Otros restos del altar fueron descubiertos por arqueólogos griegos en 2011, cuando las vías del tren fueron retiradas temporalmente por obras de mantenimiento.
Después de una disputa legal, el altar fue enterrado de nuevo en agosto de 2011.